# Діккен

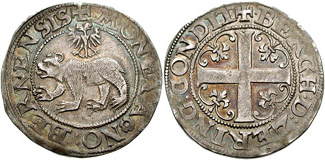
Діккен кантону Берн, 1560

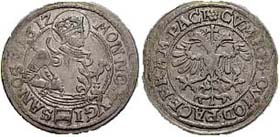
Діккен кантона Цуг, 1612

Діккен, дікен, дікенпфеніг (нім. Dicken - "товстий", Dickenpfennige - "товстий пфеніг") — швейцарські срібні монети, карбування яких розпочато в кінці XV століття в наслідування італійським тестонам. Першим випуск диккенів у 1492 почав Берн, пізніше вони поширилися також у південній Німеччині.
Монети отримали назву «товстих», оскільки вони відрізнялися від тонких та легких крейцерів та пфенігів. Середня вага срібних диккенів, що мали 950 пробу, становив 9,8 г. 1 диккен дорівнював 1⁄3 золотого гульдена.
До XVII століття діккени випускалися вже не тільки срібні, а й білонні. 
У XVIII столітті карбування припинено.